# Vol ALM 980
Le vol ALM Antilean Airlines 980 était un vol international régulier, assurant la liaison entre  l'aéroport international John F. Kennedy de New York à l'aéroport international Princess Juliana de Saint-Martin , dans les Antilles. Le 2 mai 1970, après plusieurs tentatives d'atterrissage infructueuses par mauvais temps, l'avion est tombé en panne de carburant et il a dû effectuer un amerrissage forcé dans la mer des Caraïbes à 48 km au large de Sainte-Croix. Malgré les 40 survivants, on compte 23 morts (22 passagers et 1 membre d'équipage) et 37 blessés.

## Avion et équipage
L'appareil était un Douglas DC-9-33F, un biréacteur court/moyen courrier, exploité par Overseas National Airways (ONA) pour le compte d'ALM Antillean Airlines (en), avec un avion et des pilotes venant d'ONA, et un équipage en cabine venant d'ALM. Il a été immatriculé aux États-Unis avec le numéro d'immatriculation N935F. 
On comptait 57 passagers et 6 membres d'équipage à bord. L'équipage sur ce vol était composé du commandant de bord Balsey DeWitt (37 ans), du copilote Harry Evans II (25 ans) et du navigateur Hugh Hart (35 ans).

## Accident
Le vol 980 a effectué un décollage normal de l'aéroport Kennedy et a effectué un vol sans incident vers les Caraïbes. Une fois que le vol a reçu l'autorisation de descente à 10 000 pieds (3000 m), le contrôle de la circulation aérienne (ATC) a indiqué que les conditions météorologiques à Saint-Martin étaient inférieures aux minimales requises, un ensemble de critères qui déterminent si l'atterrissage est possible. Le commandant a choisi de se dérouter vers San Juan, mais peu de temps après, la tour de Saint-Martin les a informés que le temps s'était suffisamment amélioré pour les autoriser à atterrir. Le vol a effectué une approche initiale vers Saint-Martin , mais n'a pas vu la piste à temps pour s'aligner en vue de l'atterrissage, et a annoncé une approche interrompue et une remise de gaz.
Le vol 980 a ensuite effectué une deuxième tentative d'atterrissage, mais elle a aussi échoué en raison de l'alignement avec la piste. Après avoir interrompu cette approche, l'équipage a fait une troisième tentative, mais l'avion était trop haut pour atterrir en toute sécurité. Après avoir évalué les conditions météorologiques et la situation du carburant, l'équipage a choisi de se dérouter vers Sainte-Croix et a reçu un vecteur et une autorisation pour se dérouter. À ce stade, l'équipage a remarqué une éventuelle divergence entre les jauges de carburant et ce qui avait été calculé comme la quantité de carburant restant. Le commandant de bord a informé l'ATC de son intention de faire amerrir l'avion et a amorcé une approche à basse altitude au-dessus de l'eau. Le vol 980 a amerri dans la mer des Caraïbes à 15h49, heure locale, à 30 milles (48 km) à l'est de Sainte-Croix.
Bien que les pilotes aient fait clignoter les panneaux indiquant aux passagers de boucler leurs ceintures de sécurité juste avant l'amerrissage, la confusion est restée dans la cabine quant à savoir quand ou si l'avion devait atterrir. Le système de sonorisation ne fonctionnait pas dans l'avion, de sorte que la cabine n'a reçu aucun avertissement de l' imminence de l'amerrissage forcé. Par conséquent, un nombre indéterminé de passagers et membres d'équipage étaient debout ou avaient leur ceinture de sécurité détachée lorsque l'avion a heurté la surface de l'eau.
La mer était agitée en raison des conditions météorologiques. L'avion est resté relativement intact après l'amerrissage, mais a rapidement coulé dans environ 5 000 pieds (1 500 m) d'eau et n'a jamais été récupéré. Au total, l'accident a fait 23 morts et blessé 37 des 40 survivants. Les pilotes et le navigateur ont survécu. La récupération des survivants par hélicoptère a commencé environ 1h30 après l'amerrissage, et le dernier survivant, le copilote , a été récupéré environ 1 heure plus tard. Les hélicoptères ont été guidés vers le site de sauvetage par un avion de la Pan Am, dont le pilote a signalé l'amerrissage forcé par radio, puis a fait le tour du site de l'accident jusqu'à ce que les sauveteurs arrivent sur les lieux.
Les efforts de sauvetage comprenaient des unités de la garde côtière américaine, de la marine américaine et du corps des marines américains, et un certain nombre de survivants ont été secourus par hélicoptère .

## Enquête
L'accident a fait l'objet d'une enquête par le NTSB. Le rapport a conclu que la cause de l'accident était une mauvaise gestion du carburant, compliquée par l'inattention et la distraction de l'équipage en raison de la situation météorologique et des multiples déroutements. Certains problèmes spécifiques cités incluent une erreur de calcul du taux de consommation de carburant, une lecture erronée des jauges de carburant et un calcul incorrect de la quantité de carburant qui devait rester au moment de l'atterrissage.
Le NTSB a également conclu que les chances de survie après l'accident ont été aggravées par une mauvaise coordination entre l'équipage avant et pendant l'amerrissage.
Les recommandations du rapport comprenaient l'ajout d'"avertir les passagers" à la liste de contrôle des procédures  en cas d'atterrissage ou d'amerrissage forcé, d'exiger que les vols ne soient pas effectués sans un système de sonorisation fonctionnel et d'éliminer progressivement un ancien type de ceinture de sécurité alors utilisé en faveur de conception plus moderne et plus sûr.
Par la suite, le commandant DeWitt a été licencié six mois après l'incident ; il n'a plus jamais repris les commandes d'un avion de ligne.